# Le ricette di Pepe Carvalho
Le ricette di Pepe Carvalho (Las recetas de Carvalho) è un libro di Manuel Vázquez Montalbán pubblicato in Spagna nel 1988 e, tradotto da Hado Lyria in italiano, da Feltrinelli nel 1994. In Italia ISBN 978-88-07-42070-2
Dopo quattordici volumi tra romanzi e raccolte di racconti aventi per protagonista l'investigatore Galiziano, lo scrittore catalano Vázquez Montalbán, gourmet come il personaggio letterario da lui creato e già autore nel 1981 di un altro libro di ricette che ha riscosso ampio consenso di pubblico - Ricette immorali -, pubblica questo curioso volume in cui sono raccolte le ricette di 120 piatti citati nei quattordici volumi precedenti della serie di Pepe Carvalho. Per ogni piatto oltre agli ingredienti e alle modalità di preparazione il volume riporta il passo del romanzo o del racconto in cui il piatto è citato.